# 美咲めぐり 〜第2章〜
『美咲めぐり 〜第2章〜』（みさきめぐり だいにしょう）は、日本の演歌歌手・岩佐美咲の3作目のアルバム。2019年11月6日に徳間ジャパンコミュニケーションズより発売。

## 背景とリリース
前作『美咲めぐり 〜第1章〜』から約3年振り3作目のアルバム。初回限定盤、通常盤の2形態で発売され、初回限定盤にはシングル曲5曲のミュージック・ビデオと特典映像を収録したDVDが付属する。

## 収録トラック

### 初回生産限定盤
CD
1. 無人駅
  - 作詞：秋元康、作曲：久地万里子、編曲：野中“まさ”雄一

1stシングル表題曲
2. 鞆の浦慕情
  - 作詞：秋元康、作曲：宮島律子、編曲：野中“まさ”雄一

3rdシングル表題曲
3. 鯖街道
  - 作詞：秋元康、作曲：福田貴訓、編曲：野中“まさ”雄一

6thシングル表題曲
4. 佐渡の鬼太鼓
  - 作詞：秋元康、作曲：後藤康二、編曲：野中“まさ”雄一

7thシングル表題曲
5. 恋の終わり三軒茶屋
  - 作詞：秋元康、作曲：後藤康二、編曲：野中“まさ”雄一

8thシングル表題曲
6. 雨
  - 作詞：森高千里、作曲：松浦誠二

森高千里のカバー曲
7. 秋桜
  - 作詞・作曲：さだまさし

山口百恵のカバー曲
8. 魂のルフラン
  - 作詞：及川眠子、作曲：大森俊之

高橋洋子のカバー曲
9. まちぶせ
  - 作詞・作曲：荒井由実

三木聖子のカバー曲
10. わたしの彼は左きき
  - 作詞：千家和也、作曲：筒美京平

麻丘めぐみのカバー曲
11. 千本桜
  - 作詞・作曲：黒うさP

初音ミクのカバー曲
12. ごめんね東京［3rdコンサート（2017年7月22日公演）より］
  - 作詞：秋元康、作曲：福田貴訓、編曲：野中“まさ”雄一

5thシングル表題曲
13. 初酒［3rdコンサート（2017年7月22日1部公演）より］
  - 作詞：秋元康、作曲：早川響介、編曲：野中“まさ”雄一

4thシングル表題曲
14. もしも私が空に住んでいたら［4thコンサート（2018年2月4日1部公演）より］
  - 作詞：秋元康、作曲：重永亮介、編曲：野中“まさ”雄一

2ndシングル表題曲

DVD
1. 鯖街道 MUSIC VIDEO
2. 佐渡の鬼太鼓 MUSIC VIDEO
3. 恋の終わり三軒茶屋 MUSIC VIDEO
4. ジャケット撮影メイキング

### 通常盤
CD
1. 無人駅
2. 鞆の浦慕情
3. 鯖街道
4. 佐渡の鬼太鼓
5. 恋の終わり三軒茶屋
6. 雨
7. 秋桜
8. 魂のルフラン
9. まちぶせ
10. わたしの彼は左きき
11. 千本桜
12. 無人駅（カラオケ）
13. 鞆の浦慕情（カラオケ）
14. 鯖街道（カラオケ）
15. 佐渡の鬼太鼓（カラオケ）
16. 恋の終わり三軒茶屋（カラオケ）